# Селезенівське сільське поселення
Селезе́нівське сільське поселення (рос. Селезеневское сельское поселение) — адміністративна одиниця у складі Кірово-Чепецького району Кіровської області Росії. Адміністративний центр поселення — село Селезеніха.

## Історія
Станом на 2002 рік на території сучасного поселення існували такі адміністративні одиниці:
- Селезенівський сільський округ (село Селезеніха, присілки Ветоші, Єжово, Кошкіно, Лби, Селезні, Уховщина)

Поселення було утворене згідно із законом Кіровської області від 7 грудня 2004 року № 284-ЗО у рамках муніципальної реформи шляхом перетворення Селезенівського сільського округу.

## Населення
Населення поселення становить 503 особи (2017; 516 у 2016, 520 у 2015, 536 у 2014, 565 у 2013, 580 у 2012, 613 у 2010, 849 у 2002).

## Склад
До складу поселення входять 7 населених пунктів:
| Населений пункт    | Населення, осіб (2002) | Населення, осіб (2010) |
| ------------------ | ---------------------- | ---------------------- |
| Ветоші, присілок   | 134                    | 92                     |
| Єжово, присілок    | 75                     | 36                     |
| Кошкіно, присілок  | 3                      | 0                      |
| Лби, присілок      | 1                      | 0                      |
| Селезеніха, село   | 615                    | 473                    |
| Селезні, присілок  | 19                     | 10                     |
| Уховщина, присілок | 2                      | 2                      |